# Speleomantes
Speleomantes — рід хвостатих амфібій з родини безлегеневих саламандр (Plethodontidae). Амфібії, що включаються в даний рід, єдині представники даної родини, що мешкають в Європі (більшість з них є ендеміками Італії). Рід був виділений у 1984 році з роду Hydromantes, який відтоді включає тільки земноводних, що мешкають в Новому Світі.

## Таксономія
- Speleomantes ambrosii (Lanza, 1954)
- Speleomantes flavus (Stefani, 1969)
- Speleomantes genei (Temminck and Schlegel, 1838)
- Speleomantes imperialis (Stefani, 1969)
- Speleomantes italicus (Dunn, 1923)
- Speleomantes sarrabusensis (Carranza, Romano, Arnold & Sotgiu, 2008)
- Speleomantes strinatii (Aellen, 1958)
- Speleomantes supramontis (Lanza, Nascetti and Bullini, 1986)

## Опис
Невеликі (загальна довжина не перевищує 10 — 12 см) витончені амфібії, пристосовані до життя в печерах і тріщинах. Живляться комахами та іншими безхребетними. Характеризуються відсутністю легенів, наявністю мембран між пальцях і наявністю особливого довгого язика з диском-пасткою на кінці, який здатні викидати на кілька сантиметрів.